# Sandkremla
Sandkremla (Russula torulosa) är en svampart som beskrevs av Bres. 1929. Sandkremla ingår i släktet kremlor,  och familjen kremlor och riskor.  Artens status i Sverige är reproducerande. Inga underarter finns listade.

## Kännetecken
Sandkremlan har en vinröd eller violett hatt, ibland fläckvis olivgrön, med en storlek på 5–8 cm. Foten är kort, kraftig och i samma färg som hatten eller något ljusare. Mot fotens bas är den vitaktig. Lamellerna är gräddvita. Sandkremlan har en fruktartad lukt och en måttligt skarp smak.

## Ekologi och utbredning
Sandkremlan bildar mykorrhiza med tall i tallskog på sandig och näringsfattig mark.  Den förekommer sällsynt i Sverige och har påträffats på Öland (Böda) och Gotland (Fårö), i Skåne, Södermanland (Torö), Västergötland och Dalarna. I övriga Norden har Sandkremlan hittats i Danmark och Norge och den förekommer även i mellersta och södra delarna av Europa.